# SC Bastia
Sporting Club de Bastia is een Franse voetbalclub uit de stad Bastia op het eiland Corsica. Tussen 1961 en 1992 heette de club SEC Bastia. Hun belangrijkste historische successen zijn onder andere het bereiken van de UEFA Cup-finale, waar ze tegen PSV uitkwamen. Thuis (de finale werd toen nog verspreid over twee wedstrijden) speelden ze met 0-0 gelijk, maar in Eindhoven werden ze met 3-0 naar huis gestuurd. Ook heeft Bastia de Coupe de France veroverd in 1981. In augustus 2017 werd de club failliet verklaard en teruggezet van de Ligue 1 naar de Championnat National 3.

## Geschiedenis
De club werd in 1905 als SC Bastia opgericht door een Zwitser die Duits gaf op een school in Bastia. De club speelde lange tijd op regionaal niveau in de DH Corse (vroeger vierde klasse, nu zesde klasse), samen met stadsrivalen CA Bastia en Etoile Filante. In 1959 werd de club kampioen en promoveerde naar de derde klasse en werd na twee seizoenen terug naar de derde klasse verwezen. In 1961 fusioneerde de club met Etoile Filante en nam zo de naam Sporting Etoile Club Bastia (SEC Bastia) aan. Twee jaar later promoveerde de club opnieuw en in 1965 werd de club vicekampioen achter Gazélec Ajaccio en nam nu het profstatuut aan, waardoor de club mocht aantreden in de Division 2. SEC was de tweede Corsicaanse club in de Division 2. Rivaal AC Ajaccio was een jaar eerder al gepromoveerd en was dus de eerste Corsicaanse club op dit niveau.
In het eerste seizoen als profclub werd SEC vierde met vijf punten achterstand op kampioen Stade de Reims. Het volgende seizoen deed de club het één plaatsje beter en had nog maar twee punten achterstand op kampioen en Corsicaanse rivaal AC Ajaccio. In 1968 werd de club dan met zes punten voorsprong op Nîmes Olympique kampioen. Opnieuw kwam de club één jaar te laat om de eerste Corsicaanse club op het hoogste niveau te worden.
De club ging verder op zijn elan in de hoogste klasse en werd zesde. In 1969/70 werd de club voorlaatste, maar bleef in de hoogste klasse omdat de competitie werd uitgebreid naar twintig clubs. Het volgende seizoen wist de club nipt het behoud te verzekeren met één punt voorsprong op RC Strasbourg. In 1971 werd de fusie met Etoile Filante ongedaan gemaakt, maar de club bleef wel de naam SEC Bastia behouden. In 1972 bereikte de club voor het eerst de finale van de beker en verloor daar van Olympique de Marseille. Omdat Marseille landskampioen was mocht Bastia naar de Europacup II en werd daar in de eerste ronde uitgeschakeld door Atlético Madrid. Na enkele seizoenen middenmoot werd de club derde in 1976/77 en plaatste zich zo voor de UEFA Cup.
De bescheiden club trok tot ieder verbazing de vedette Johnny Rep aan en begon aan een Europese zegereeks. Bastia versloeg grote clubs uit Portugal, Engeland en Italië en gaf zelfs voetballes aan het Oost-Duitse FC Carl Zeiss Jena (7-2), dat drie jaar later nog een Europese finale zou spelen. In de halve finale verloor de club eerst van Grasshoppers Zürich, maar kon dan met een zuinige 1-0-overwinning zich plaatsen voor de finale van de UEFA Cup. Na Stade de Reims en AS Saint-Etienne was Bastia de derde Franse club die zich voor een Europese finale plaatste. Het Nederlandse PSV Eindhoven was echter te sterk voor de club. In de competitie werd de club dat seizoen nog vijfde.
De volgende jaren kon de club niet meer in de top tien eindigen. In 1981 won SEC wel nog de beker en dat tegen landskampioen Saint-Etienne. Het Europese avontuur werd dit keer echter gestopt in de tweede ronde tegen het Sovjet Dinamo Tbilisi, dat het jaar ervoor nog Europees kampioen was. In de competitie kon de club enkel nog in 1983/84 nog in de top tien eindigen, maar twee jaar later degradeerde de club.
De volgende zeven seizoenen verbleef de club in de Division 2 en eindigde altijd in de subtop. In 1992 nam de club opnieuw de oorspronkelijke naam SC Bastia aan. In 1994 promoveerde de club zich en begon aan een tweede periode bij de elite. Na twee vijftiende plaatsen werd de club zevende in 1996/97 en won dat jaar ook de Interoto Cup, waaraan een UEFA Cup-ticket vastzat. In de eerste ronde werd Benfica uitgeschakeld, maar in de tweede ronde maakte het Roemeense Steaua Boekarest een einde aan een nieuwe Europese droom.
De volgende jaren bleef de club in de middenmoot hangen. In 2003/04 ontsnapte de club net aan een degradatie, maar die kon SCB het volgende seizoen niet afwenden. Sinds 2005 speelt de club in de Ligue 2 en doet het daar elk jaar een paar plaatsen minder goed, waardoor een retour bij de elite toekomstmuziek lijkt. In het seizoen 2009/10 eindigde het op een laatste plaats waardoor het degradeerde naar de Championnat National, de derde divisie. Het verblijf in de Championnat National was van korte duur, want Bastia werd kampioen in het seizoen 2010/11. In het seizoen 2011/12 werd de club ook kampioen in de Ligue 2 en promoveerde weer naar het hoogste niveau.
Na vier seizoenen middenmoot werd de club laatste in 2017. Door financiële problemen kreeg de club geen licentie voor de Ligue 2. De proftak werd failliet verklaard en de amateurclub ging verder op het vijfde niveau in de Championnat National 3. In 2019 en 2020 promoveerde de club twee keer op rij. In het seizoen 2020/21 werd het kampioenschap van de Championnat National behaald met promotie naar de Ligue 2 als gevolg.

## Erelijst
| Internationaal         |     | |
| UEFA Intertoto Cup     | 1x  | 1997                                                                                                 |
| Nationaal              |     | |
| Coupe de France        | 1x  | 1981                                                                                                 |
| Division 2 / Ligue 2   | 2x  | 1968, 2012                                                                                           |
| Championnat National   | 1x  | 2011, 2021                                                                                           |
| Trophée des Champions  | 1x  | 1972                                                                                                 |
| Championnat de Corsica | 17x | 1922, 1927, 1928, 1929, 1930, 1931, 1932, 1935, 1936, 1942, 1943, 1946, 1947, 1949, 1959, 1962, 1963 |

## Overzichtslijsten

### Eindklasseringen sinds 1946
- 1946 1e
Niveau 3
- 1947 1e
Niveau 3
- 1948 2e
Niveau 4
- 1949 1e
Niveau 4
- 1950 2e
Niveau 4
- 1951 4e
Niveau 4
- 1952 4e
Niveau 4
- 1953 2e
Niveau 4
- 1954 2e
Niveau 4
- 1955 2e
Niveau 4
- 1956 2e
Niveau 4
- 1957 3e
Niveau 4
- 1958 2e
Niveau 4
- 1959 1e
Niveau 4
- 1960 11e
Niveau 3
- 1961 11e
Niveau 3
- 1962 1e
Niveau 4
- 1963 1e
Niveau 4
- 1964 5e
Niveau 3
- 1965 2e
Niveau 3
- 1966 4e
Division Interrégionale
- 1967 3e
Division Interrégionale
- 1968 1e
Division Interrégionale
- 1969 6e
Division Nationale
- 1970 17e
Division Nationale
- 1971 17e
Division Nationale
- 1972 9e
Division Nationale
- 1973 9e
Division 1
- 1974 15e
Division 1
- 1975 6e
Division 1
- 1976 8e
Division 1
- 1977 3e
Division 1
- 1978 5e
Division 1
- 1979 14e
Division 1
- 1980 16e
Division 1
- 1981 12e
Division 1
- 1982 12e
Division 1
- 1983 17e
Division 1
- 1984 10e
Division 1
- 1985 14e
Division 1
- 1986 20e
Division 1
- 1987 5e
Division 2
- 1988 8e
Division 2
- 1989 5e
Division 2
- 1990 6e
Division 2
- 1991 6e
Division 2
- 1992 4e
Division 2
- 1993 7e
Division 2
- 1994 3e
Division 2
- 1995 15e
Division 1
- 1996 15e
Division 1
- 1997 7e
Division 1
- 1998 9e
Division 1
- 1999 13e
Division 1
- 2000 10e
Division 1
- 2001 8e
Division 1
- 2002 11e
Division 1
- 2003 13e
Ligue 1
- 2004 17e
Ligue 1
- 2005 19e
Ligue 1
- 2006 6e
Ligue 2
- 2007 9e
Ligue 2
- 2008 11e
Ligue 2
- 2009 11e
Ligue 2
- 2010 20e
Ligue 2
- 2011 1e
National
- 2012 1e
Ligue 2
- 2013 12e
Ligue 1
- 2014 10e
Ligue 1
- 2015 12e
Ligue 1
- 2016 10e
Ligue 1
- 2017 20e
Ligue 1
- 2018 2e
National 3
- 2019 1e
National 3
- 2020 1e
National 2
- 2021 1e
National
- 2022 12e
Ligue 2
- 2023 4e
Ligue 2
- 2024 13e
Ligue 2
- 2025 8e
Ligue 2

- Niveau 1
- Niveau 2
- Niveau 3
- Niveau 4
- Niveau 5

### Seizoensresultaten sinds 1994/95
| Seizoen   | №  | Clubs | Divisie                      | Duels | Winst | Gelijk | Verlies | Doelsaldo | Punten |
| --------- | -- | ----- | ---------------------------- | ----- | ----- | ------ | ------- | --------- | ------ |
| 1994–1995 | 15 | 20    | Division 1                   | 38    | 11    | 11     | 16      | 44–56     | 44     |
| 1995–1996 | 15 | 20    | Division 1                   | 38    | 12    | 8      | 18      | 45–55     | 44     |
| 1996–1997 | 7  | 20    | Division 1                   | 38    | 17    | 10     | 11      | 54–47     | 61     |
| 1997–1998 | 9  | 18    | Division 1                   | 34    | 13    | 11     | 10      | 36–31     | 50     |
| 1998–1999 | 13 | 18    | Division 1                   | 34    | 10    | 8      | 16      | 37–46     | 38     |
| 1999–2000 | 10 | 18    | Division 1                   | 34    | 11    | 12     | 11      | 43–39     | 45     |
| 2000–2001 | 8  | 18    | Division 1                   | 34    | 13    | 6      | 15      | 45–41     | 45     |
| 2001–2002 | 11 | 18    | Division 1                   | 34    | 12    | 5      | 17      | 38–44     | 41     |
| 2002–2003 | 13 | 20    | Ligue 1                      | 38    | 12    | 11     | 15      | 40–48     | 47     |
| 2003–2004 | 17 | 20    | Ligue 1                      | 38    | 9     | 12     | 17      | 33–49     | 39     |
| 2004–2005 | 19 | 20    | Ligue 1                      | 38    | 11    | 8      | 19      | 32–48     | 41     |
| 2005–2006 | 6  | 20    | Ligue 2                      | 38    | 16    | 10     | 12      | 47–40     | 58     |
| 2006–2007 | 9  | 20    | Ligue 2                      | 38    | 14    | 11     | 13      | 52–49     | 53     |
| 2007–2008 | 11 | 20    | Ligue 2                      | 38    | 14    | 9      | 15      | 45–46     | 49     |
| 2008–2009 | 11 | 20    | Ligue 2                      | 38    | 13    | 9      | 16      | 38–47     | 48     |
| 2009–2010 | 20 | 20    | Ligue 2                      | 38    | 10    | 9      | 19      | 40–48     | 39     |
| 2010–2011 | 1  | 21    | Championnat National         | 40    | 27    | 10     | 3       | 81–24     | 91     |
| 2011–2012 | 1  | 20    | Ligue 2                      | 38    | 21    | 8      | 9       | 61–36     | 71     |
| 2012–2013 | 12 | 20    | Ligue 1                      | 38    | 13    | 8      | 17      | 50–66     | 47     |
| 2013–2014 | 10 | 20    | Ligue 1                      | 38    | 13    | 10     | 15      | 42–56     | 49     |
| 2014–2015 | 12 | 20    | Ligue 1                      | 38    | 12    | 11     | 15      | 37–46     | 47     |
| 2015–2016 | 10 | 20    | Ligue 1                      | 38    | 14    | 8      | 16      | 36–42     | 50     |
| 2016–2017 | 20 | 20    | Ligue 1                      | 38    | 8     | 11     | 19      | 29–54     | 34     |
| 2017-2018 | 2  | 14    | Championnat National 3 Gr. D | 26    | 15    | 8      | 3       | 46-18     | 53     |
| 2018-2019 | 1  | 13    | Championnat National 3 Gr. D | 24    | 19    | 4      | 1       | 62-9      | 61     |
| 2019-2020 | 1  | 16    | Championnat National 2 Gr. A | 21    | 17    | 2      | 2       | 37-15     | 53     |
| 2020-2021 | 1  | 18    | Championnat National         | 34    | 19    | 9      | 6       | 57-28     | 66     |

### Bastia in Europa
Uitslagen vanuit gezichtspunt SC Bastia
| Seizoen                                                     | Competitie    | Ronde        | Land                                         | Club                              | Totaalscore | 1e W    | 2e W       | PUC  |
| ----------------------------------------------------------- | ------------- | ------------ | -------------------------------------------- | --------------------------------- | ----------- | ------- | ---------- | ---- |
| 1972/73                                                     | Europacup II  | 1R           | Vlag van Spanje (11 okt. 1945- 20 jan. 1977) | Atlético Madrid                   | 1-2         | 0-0 (T) | 1-2 (U)    | 1.0  |
| 1977/78                                                     | UEFA Cup      | 1R           | Vlag van Portugal                            | Sporting Lissabon                 | 5-3         | 3-2 (T) | 2-1 (U)    | 20.0 |
|                                                             |               | 2R           | Vlag van Engeland                            | Newcastle United FC               | 5-2         | 2-1 (T) | 3-1 (U)    | 20.0 |
|                                                             |               | 1/8          | Vlag van Italië                              | Torino Calcio                     | 5-3         | 2-1 (T) | 3-2 (U)    | 20.0 |
|                                                             |               | 1/4          | Vlag van Duitse Democratische Republiek      | FC Carl Zeiss Jena                | 9-6         | 7-2 (T) | 2-4 (U)    | 20.0 |
|                                                             |               | 1/2          | Vlag van Zwitserland                         | Grasshopper Club Zürich           | 3-3 u       | 2-3 (U) | 1-0 (T)    | 20.0 |
|                                                             |               | F            | Vlag van Nederland                           | PSV                               | 0-3         | 0-0 (T) | 0-3 (U)    | 20.0 |
| 1981/82                                                     | Europacup II  | 1R           | Vlag van Finland                             | KTP Kotka                         | 5-0         | 0-0 (U) | 5-0 (T)    | 4.0  |
|                                                             |               | 1/8          | Vlag van Sovjet-Unie                         | FC Dinamo Tbilisi                 | 2-4         | 1-1 (T) | 1-3 (U)    | 4.0  |
| 1997                                                        | Intertoto Cup | Groep 2      | Vlag van Denemarken                          | Silkeborg IF                      | 1-0         | 1-0 (T) |            | 0.0  |
|                                                             |               | Groep 2      | Vlag van Oostenrijk                          | Grazer AK                         | 1-2         | 1-2 (T) |            | 0.0  |
|                                                             |               | Groep 2      | Vlag van Kroatië                             | Hrvatski Zagreb                   | 1-0         | 1-0 (U) |            | 0.0  |
|                                                             |               | Groep 2 (1e) | Vlag van Wales                               | Ebbw Vale FC                      | 2-1         | 2-1 (U) |            | 0.0  |
|                                                             |               | 1/2          | Vlag van Duitsland                           | Hamburger SV                      | 2-1         | 1-0 (U) | 1-1 nv (T) | 0.0  |
|                                                             |               | F            | Vlag van Zweden                              | Halmstads BK                      | 2-1         | 1-0 (U) | 1-1 nv (T) | 0.0  |
| 1997/98                                                     | UEFA Cup      | 1R           | Vlag van Portugal                            | SL Benfica                        | 1-0         | 1-0 (T) | 0-0 (U)    | 5.0  |
|                                                             |               | 2R           | Vlag van Roemenië                            | Steaua Boekarest                  | 3-3 u       | 0-1 (U) | 3-2 (T)    | 5.0  |
| 1998                                                        | Intertoto Cup | 2R           | Vlag van Noord-Macedonië                     | FK Makedonija Ğorče Petrov Skopje | 7-1         | 0-1 (U) | 7-0 (T)    | 0.0  |
|                                                             |               | 3R           | Vlag van Turkije                             | Altay Izmir                       | 4-3         | 2-0 (T) | 2-3 nv (U) | 0.0  |
|                                                             |               | 1/2          | Vlag van Servië en Montenegro                | FK Vojvodina                      | 2-4         | 2-0 (T) | 0-4 (U)    | 0.0  |
| 2001                                                        | Intertoto Cup | 2R           | Vlag van Kroatië                             | Slaven Belupo Kopvrinica          | 0-2         | 0-1 (U) | 0-1 (T)    | 0.0  |
| Totaal aantal behaalde punten voor UEFA coëfficiënten: 30.0 |               |              |                                              |                                   |             |         |            |      |

Zie ook
- Deelnemers UEFA-toernooien Frankrijk
- Ranglijst van alle clubs die in de diverse Europa Cups zijn uitgekomen

## Bekende (oud-)Les Lions

### Spelers
- Gianni Bruno
- Pascal Chimbonda
- Michael Essien
- Guillaume Gillet
- Franck Jurietti
- Christian Karembeu
- Wahbi Khazri
- Mickaël Landreau
- Lilian Laslandes
- Roger Milla
- Anthony Modeste
- François Modesto
- Benjamin Mokulu
- Ľubomír Moravčík
- Johnny Rep
- Wim Rijsbergen
- Jerome Rothen
- Allan Saint-Maximin
- Niša Saveljić
- Ermin Šiljak
- Alexandre Song
- Piotr Świerczewski
- Idrissa Sylla
- Florian Thauvin

### Trainers
- Frédéric Antonetti
- Pierre Cahuzac
- Bernard Casoni
- Claude Makélélé

Ajaccio · 
Amiens · 
Annecy ·  
Bastia ·
Caen ·
Clermont ·
Dunkerque ·
Grenoble ·
Guingamp · 
Laval ·
Lorient ·
Martigues ·
Metz ·
Paris ·
Pau ·
Red Star ·
Rodez ·
Troyes